# ハイツの法則

ハイツの法則の図。横軸は時間、縦軸はLEDパッケージあたりの光出力である（縦軸は対数）。

ハイツの法則 (Haitz's law) は、発光ダイオード (LED) の長年にわたる安定した改良についての観察と予測である。
ある波長の光に対して10年ごとに1ルーメン（放出される有効な光の単位）あたりのコストが10分の1になり、LEDパッケージあたりに発光量が20倍になるという内容である。これはムーアの法則のLEDに対応するものと考えられている。どちらの法則も半導体デバイス製造のプロセス最適化に依存する。
この法則の名前は、アジレント・テクノロジーの科学者であるRoland Haitz (1935–2015)にちなむ。Strategies Unlimitedによる年次会議の最初のものであるStrategies in Light 2000で初めて広く発表された。ルーメンあたりのコストとパッケージあたりの光量の指数関数的増加の予測に加え、発表ではLEDベースの照明の発光効率は2010年に100 lm/W（ワットあたりのルーメン）となり、2020年には200 lm/Wに達するという予測もしている。これは十分な産業資源と政府資源がLED照明の研究に使われた場合あてはまるであろう。照明の電力消費の50%以上（全消費電力量の20%）は200 lm/Wに達することで節約できるだろう。この見通しやその他のLEDの飛び石的な応用（例えば携帯電話のフラッシュやLCDバックライト）によりLEDの研究に大きな投資をもたらしたため、2010年にLEDの効率は実際に100 lm/Wを超えた。もしこの傾向が続くならばLEDは2020年までに最も効率的な光源となるであろう。
連続波長白色光源（5800K色温度で400nmと700nmの間の可視領域に限られる）の理論的な最大値は（離散波長光源の組み合わせで構成されたものとは対照的に）251 lm/Wである。しかし、いくつか非連続波長複合「白色」LEDは300lm/ Wを超える効率を達成している。
2010年、Cree Inc.は100 lm/Wの効率で1000lm、350 mAで160 lm/W、700 mAで150 lm/WのXM-L LEDを開発し販売した。彼らは350mAで208lmを作り出すプロトタイプの研究開発により200lm/Wの壁を破ったと主張した。 2011年5月、Creeは350 mAで231 lm/Wの効率を持つ別のプロトタイプを発表した。2014年3月には350 mAで303 lm/Wという記録的な有効性を持つ別のプロトタイプを発表した。
2017年、フィリップスライティングはハイツの法則で予測する3年前にフィラメント技術を利用して200 lm/Wの効率で消費者向けのLEDライトの提供をドバイで始めた。